# Amficinodòntids
Els amficinodòntids (Amphicynodontidae) són una família extinta de mamífers carnívors d'aspecte vagament similar als ossos rentadors, però que foren ancestrals als hemicionins i, a través d'ells, als úrsids. Els gèneres Allocyon i Pachycynodon semblen formar un subgrup pròxim als avantpassats dels pinnípedes.